# 伊庭拓哉
伊庭 拓哉（いば たくや、1975年1月6日 - ）は、大阪府八尾市出身の俳優。

## 来歴・人物
大阪の喫茶店でウェイターをしている時に、お客のスタイリストに勧められ、『POPEYE』の読者モデルをしたのがきっかけで、芸能活動を始める。1997年、上京。モデル、テレビ、映画、舞台など幅広く活躍。2000年秋に、単身海外に渡り、香港、タイなどで活躍。現在は、ロサンゼルス在住。大の阪神タイガースとACミランファン。

## 出演

### 映画
- MONDAY（2000年）
- 輪舞曲 〜ロンド〜（2003年）
- Revolver（2011年 Johnny Hernandez）Min
- Perfect Purple（2013年）Kazu
- Moment（2012年 Marie Chao）Kenji
- Fever（2013年 Marie Chao）Kenji
- Pink Bear（2014年 Satoshi）Man
- Hell Follows（2016年 Brian Harrison）Saizo&Kaizo
- WArped（2017年 Phillip Jordan Brooks ）Medical officer
- Desolate（2018年 Frederick Cipoletti）Long
- APT603 (2018年) Sam
- Sarogeto (2020年 Nico Santucci）Riku Kuramoto
- Behind the Lines (2024年 John B. Benitz)  Self

### TV
- ただいま（2000年2月〜3月、NHK）- レギュラー
- 世にも奇妙な物語春の特別編（2000年3月27日、フジテレビ）
- 世にも奇妙な物語秋の特別編（2000年10月4日、フジテレビ）
- 警視庁捜査一課9係 第4話（2006年、テレビ朝日）
- 松本清張 けものみち　第8話（2006年、テレビ朝日）
- 黒い太陽（2006年、テレビ朝日）
- DRAMA COMPLEX「松本清張スペシャル 共犯者」（2006年、日本テレビ）
- 麗わしき鬼(2007年、フジテレビ)
- あしたの、喜多善男〜世界一不運な男の、奇跡の11日間〜　第9、10話(2008年、フジテレビ)
- 金曜プレステージ「奥様は警視総監Ver.5」（2009年12月、フジテレビ）
- 特上カバチ!　第7話（2010年、TBS）
- Rerouted / TV mini Series（2018年 Ben M. Waller ）Yakuza
- To tell the truth（2020年、ABC）

### バラエティー番組
- 汐留スタイル!（2006年、日本テレビ）
- To tell the truth(2020年、ABC)

### CM
- 新潟基本務 in Hong Kong（2001年）
- Bank of DBS in Hong Kong（2001年）
- Mortal Kombat（2011年）
- ABSOLUT VODKA in Europa（2012年）
- Ocappi in United States of America（2012年）
- Samsung in Korea（2014年）
- Truth In Advertising in United States of America（2014年）
- IQOS - Philip Morris（2014-2017,2019-2022年）
- Toshiba in United States of America（2014年）
- B+com in Japan（2014-2018年）
- ABOVE-GROUND POOL in United States of America（2016年）
- Sonnet Insurance in Canada（2016年）
- Audible in United States of America（2018年）
- Logitech in United States of America（2018年）
- Google phone in United States of America (2018年)
- Verizon (2019-2020年)
- Nu skin（2019年-2020年）
- Adyen (2019年-2020年)
- Spotify (2020年)
- facebook (2020年)
- Dell（2022年）
- FIS（2022年-2023年）
- Northwestern Mutual（2022年-2023年）
- Microsoft Copilot（2024年）
- Walmart（2024年）

### PV
- My Chemical Romance 「Sing」（2010年）
- Swedish House Mafia 「Greyhound」（2012年）
- OneRepublic「If I lose myself」（2013年）
- Hanni El Khatib「Family」（2013年）
- Mumiy Troll「Pirated Copies」（2014年）

### 舞台
- GO.GO.EGGMAN（2003年）
- キミノコトバ（2004年）
- 寒満月の、割れる程（2004年）
- ムーンリバー（2006年）
- 研修医魂（2007年）
- サロン（2007年、原作：桜沢エリカ）
- TEN COUNT〜春の章〜（2007年）
- だるまに目は×××。（2008年）
- ひなかの金魚（2008年）
- 俺は、君のためにこそ死ににいく（2009年）

### ファッションショー
- JIGSAW
- CAPITAL HILL PRODUCT

### 雑誌
- ESQUIRE in Hong Kong
- HIMMAGAZINE
- HOT DOG PRESS
- CHECK MATE
- WINNER
- ef
- 2nd
- Fine boys
- シネマスクエア
- BOON
- GET ON
- ASAYAN